# Forragem animal

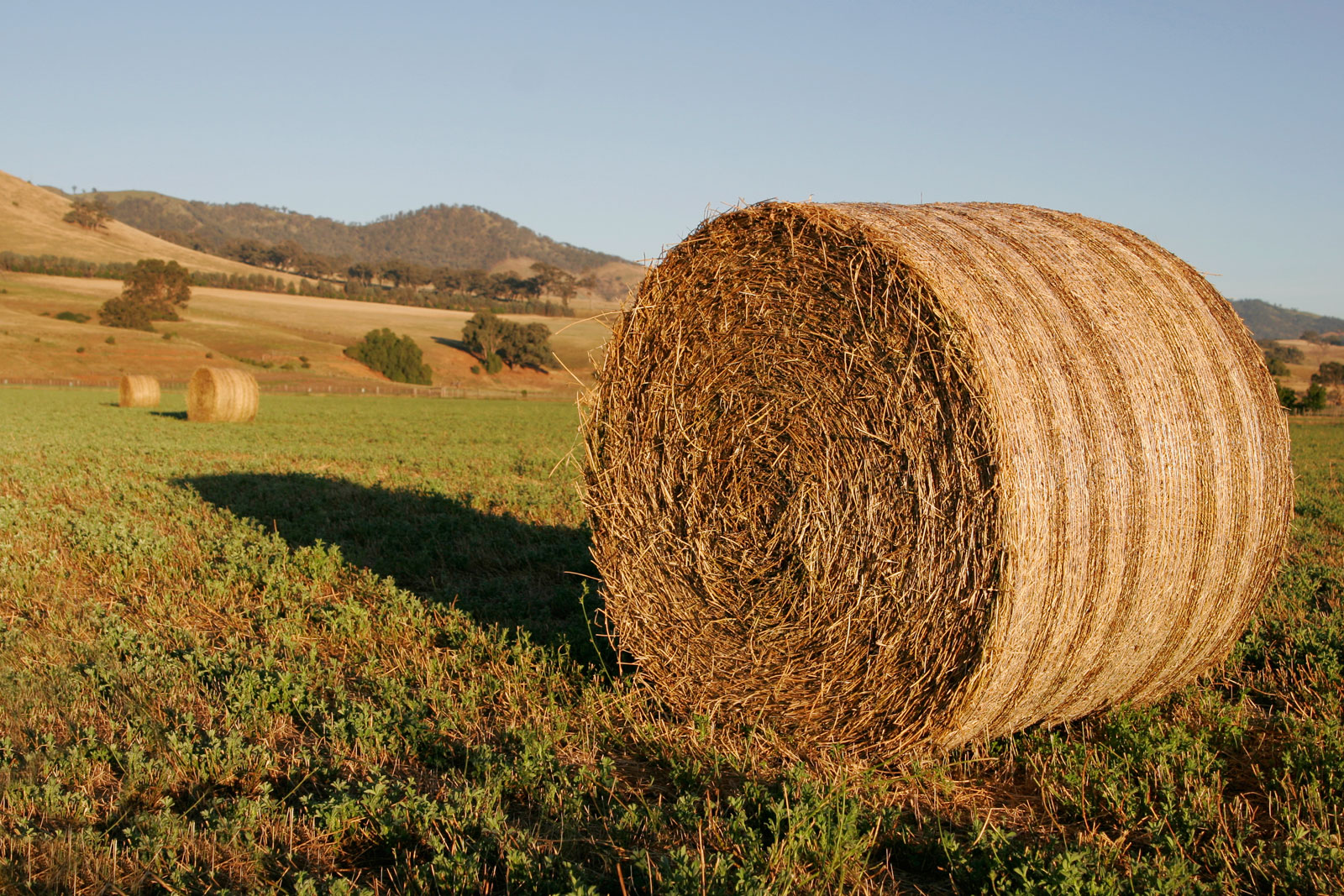
Feno.

Forragem  é a designação comum dada à alimentação ou ao revestimento do local onde dorme o animal. Há vários tipos de forragens animais. Podemos definir a forragem animal como sendo o alimento dado ao animal, misturado ou puro, constituído por alfafa, capim-colonial, aveia, centeio, e farelos vegetais, adicionados aos cochos e cocheiras ou simplesmente jogados ao solo. Quando os animais estão confinados para engorda, além de servir de alimento, a forragem animal é colocada no solo para melhor comodidade do animal.
Temos, como exemplo, a vaca ou o boi, que, apesar de não ficarem o tempo todo deitados, acomodam-se ao solo periodicamente em cima da forragem animal, a qual evita o acúmulo de sujeira (por facilitar a remoção desta do estábulo) e a proliferação de germes e insetos como a mosca-varejeira e carrapatos, que são altamente nocivos ao gado e ao seu couro, pois provocam perfurações no couro que acabam por deformá-lo. Os criadores de ovelhas na Austrália usam, como forragem na forma de alimentos, o capim-australiano, muito comum na região, pois as ovelhas são grandes consumidoras de forragem. Já para os búfalos, a melhor forragem é o capim-colonial e o chamado capim-das-águas.